# Sedam samuraja
Sedam samuraja (jap. 七人の侍,) japanski je film iz 1954. koji je distribuirao Toho. Redatelj, scenarist i montažer je bio Akira Kurosawa, a producent Sojiro Motoki. Film je izrađen prema događajima iz doba Sengoku. Glavne uloge su glumili Takashi Shimura i Toshiro Mifune.

## Vanjske poveznice
- Sedam samuraja u internetskoj bazi filmova IMDb-a
- Sedam samuraja na Rotten Tomatoes
- Sedam samuraja na Japanese Movie Databaseu (jap.)